# Vratislávka
Vratislávka település Csehországban, a Brno-vidéki járásban. Vratislávka Žďárec, Radňoves, Strážek, Vidonín és Rojetín településekkel határos. Lakosainak száma 91 fő (2024. január 1.).

## Népesség
A település lakosságának változását az alábbi diagram mutatja:
| Lakosok száma | 252  | 267  | 248  | 153  | 120  | 86   | 94   | 98   | 85   | 91   |
|               | 1869 | 1900 | 1921 | 1961 | 1980 | 2011 | 2016 | 2019 | 2021 | 2024 |